# 司馬按
司馬按，是台灣南投縣魚池鄉的一個傳統地域名稱，位於該鄉中部偏東。相較於今日行政區，其範圍大致為大林村西部。

## 歷史
台灣清治末期至日治初期，司馬按地區為一街庄，稱為「司馬按庄」，隸屬於五城堡。該庄北與魚池庄、大林庄為鄰，東及東南與蕃地為鄰，西南邊為水社庄，西邊為貓囒庄。
1901年（日治明治三十四年）11月，全台廢縣廳改設二十廳，該庄隸屬於南投廳。1903年（明治三十六年）6月，該庄編入「五城區」，隸屬於南投廳。1909年（明治四十二年）10月，合併二十廳為十二廳，五城區仍隸屬於南投廳。1920年（大正九年），全台地方制度大改正，廢十二廳改設五州二廳，該庄改制為「司馬按」大字，隸屬於臺中州新高郡魚池庄。
戰後魚池庄改制為魚池鄉，隸屬於臺中縣，大字亦改制為村。1950年10月，中、彰、投分治，魚池鄉改隸屬南投縣。

## 聚落
本地區發展較早的聚落有司馬按、番仔田等，在日治期初期的官方地圖上已有記載。此外，本地區尚有公林、金天巷等聚落。

## 交通
鄉道投61線（舊輕便道路、永川巷、金天巷／西南部）是長寮頭至孔雀園的道路，其東北側端點位於本地區東部邊界南側外緣的長寮頭聚落縣道131號路口。由此向南南西繞大彎轉西微北入境後直行，其後轉西南西再繞彎道轉南南東再轉南出境後，轉西可前往司馬按、貓囒東南端並止於省道台21甲線路口。 
鄉道投63線（文武巷、金天巷／東部）是魚池至金天巷的道路，其南側端點位於本地區東部邊界外緣的晶圓休閒渡假村門口。由此向西入境後蜿蜒而行，至路底轉北再轉西北微北，經鄉道投61線路口後續行，其後轉北微東出境，可前往魚池聚落東南側並止於縣道131號路口。